# جزیره دواگ

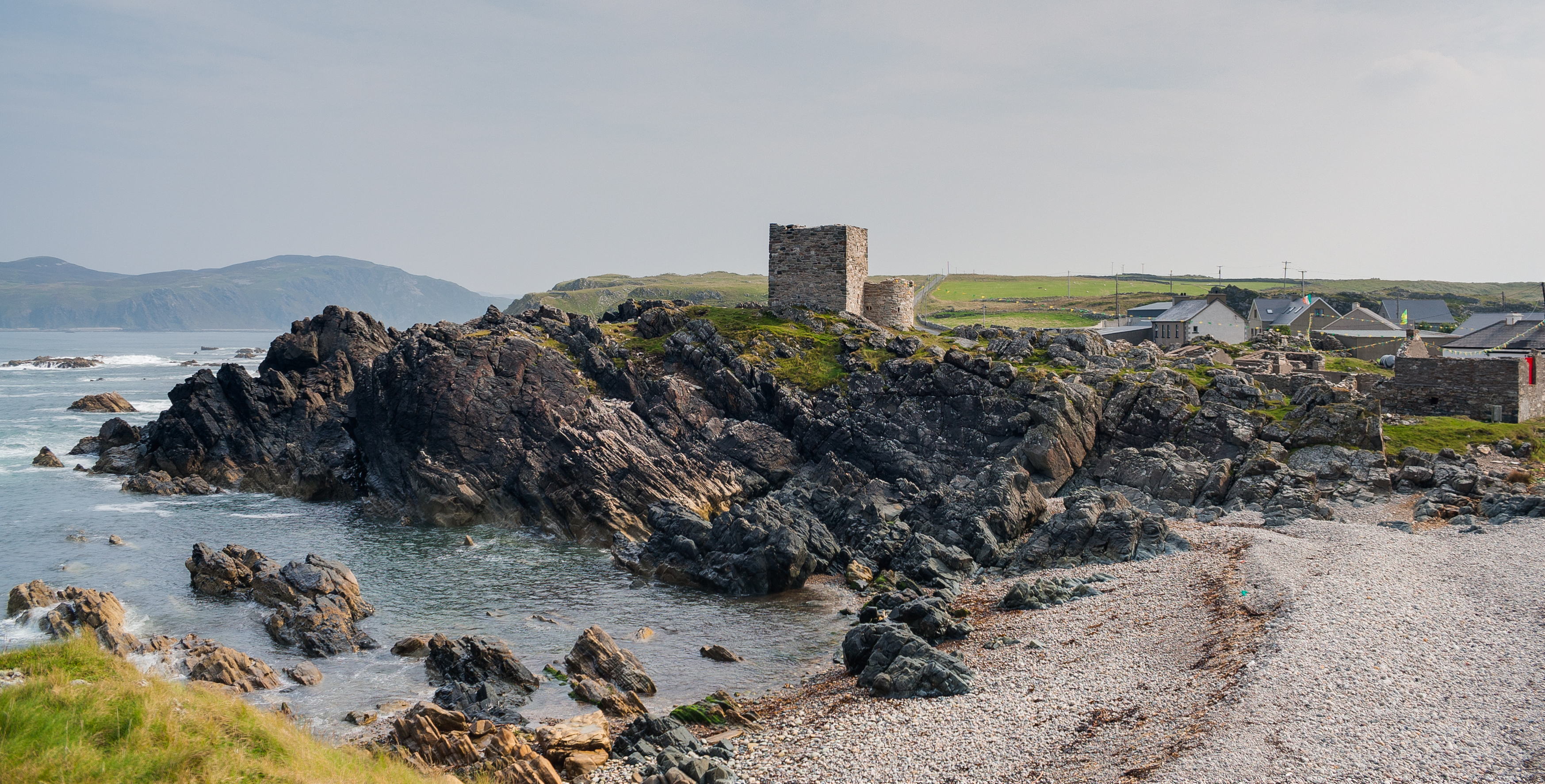
قلعه کاریکابراگی

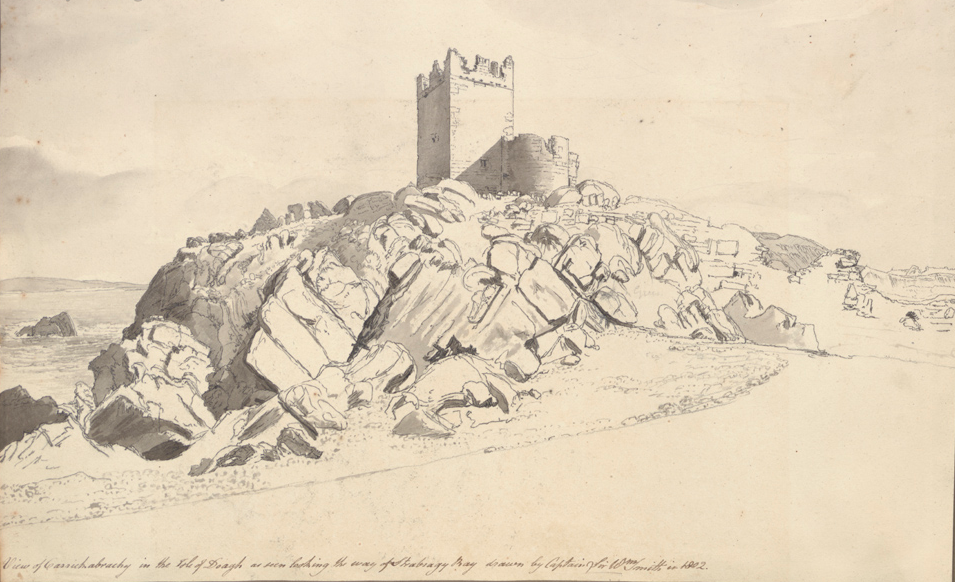
«چشم اندازی از کاریکابراگی در جزیره دواگ که به مسیر خلیج تراغبراگا که از طرف کاپیتان سر وام اسمیت در سال ۱۸۰۲ طرحی گردیده شده.

جزیره دواگ (ایرلندی: Oileán na Dumhcha ؛ همچنین به انگلیسی به نام جزیره دواغ یا جزیره دواگ) نیز نام برده می‌شود. جزیره دواگ یک شبه جزیره پست در شمال اینشوون در ساحل شمالی شهرستان دانیگول در اولستر ، ایرلند است. در زمان های گذشته این جزیره به عنوان یک جزیره واقعی محسوب می شد. با گذشت زمان، کانال بین دواگ و سرزمین اصلی به لنجن زار تبدیل شد و بعد از آن این جزیره به سرزمین اصلی اضافه شد.    با این حال، این ناحیه همچنان به عنوان جزیره دواغ یا جزیره دواگ نام برده می شد. این ناحیه شامل ۵ شهرک می باشد، و شهرک ها به ترتیب بالیماک موریارتی، کاریکابراگی، کارروراگ، فگارت و لاگاکوری هستند.  جزیره دواگ در حوالی روستای بالی لیفین واقع شده است.
ویرانه های قلعه کاریکابراگی در پایانه شمال غربی شبه جزیره واقع گردیده شده. 